# 草滩街道
草滩街道，是中华人民共和国陕西省西安市未央區下辖的一个街道办事处。
2013年8月12日，西安市人民政府批复同意调整草滩街道办事处行政区域。调整后的草滩街道办事处辖原草滩街道办事处的东三村、东四村、东五村、李家街村、韩家湾村、柳林村等6个村和草镇社区、华山分厂社区、草二社区、长乐东苑社区、吕小寨社区、草一社区等6个社区，其街道办事处驻地不变。

## 行政区划
草滩街道下辖以下地区：
草滩社区、华山分厂社区、东兴隆一村、东兴隆二村、东兴隆三村、东兴隆四村、东兴隆五村、李家街村、韩家湾村、吕小寨村、柳树林村、草一村和草二村。